# Dindi Svanberg
Kristina (Dindi) Fredrika Svanberg, född Krook 5 april 1869 i Haparanda, Norrbottens län, död 26 november 1934 i Nederkalix församling, Norrbottens län, var en svensk rösträttsaktivist. 
Dindi Svanberg var dotter till tullförvaltaren Albert Krook och dennes hustru Hilda Taube samt syster till Oscar Krook. Hon ingick äktenskap med sågverksägaren David Svanberg i Nederkalix. 
Hon var verksam i kampanjen för införandet av kvinnlig rösträtt i Sverige och ordförande för Föreningen för kvinnans politiska rösträtt i Neder-Kalix 1913–1921. 